# Europe Écologie
Europa-Ekologia (fr. Europe Écologie, E-É) – francuska koalicja wyborcza.

## Historia
Ugrupowanie powstało 20 października 2008 z inicjatywy Daniela Cohn-Bendita. Powołano je na potrzeby wspólnego startu w wyborach do Parlamentu Europejskiego w 2009. Do bloku Europa-Ekologia przystąpili Zieloni, grupa ugrupowań regionalnych (w tym secesjonistycznych i nacjonalistycznych) pod nazwą Fédération Régions et Peuples Solidaires, alterglobaliści skupieni wokół José Bové, a także szereg niezależnych ekologów i działaczy politycznych (m.in. Eva Joly, Sandrine Bélier, francuski koordynator Greenpeace Yannick Jadot i inni).
Koalicja zajęła w wyborach 3. miejsce z wynikiem 16,28% głosów, nieznacznie przegrywając z Partią Socjalistyczną, która otrzymała o 0,2% większe poparcie. Do Parlamentu Europejskiego VII kadencji weszło 14 jej przedstawicieli (w tym 8 działaczy Zielonych i 1 z Partii Narodu Korsykańskiego). Lista Europy-Ekologii wystartowała także w wyborach regionalnych w 2010.
13 listopada tego samego roku w Lyonie ogłoszono zjednoczenie koalicji z partią Zielonych i powstanie nowej partii pod nazwą Europa Ekologia – Zieloni (Europe Écologie-Les Verts). Liderką nowego ugrupowania została Cécile Duflot.